# Seekonk
Seekonk är en kommun (town) i Bristol County i delstaten Massachusetts i USA. Vid folkräkningen år 2000 bodde 13 425  personer på orten. Den har enligt United States Census Bureau en area på totalt 47,7 km² varav 0,3 km² är vatten.